# Airbus

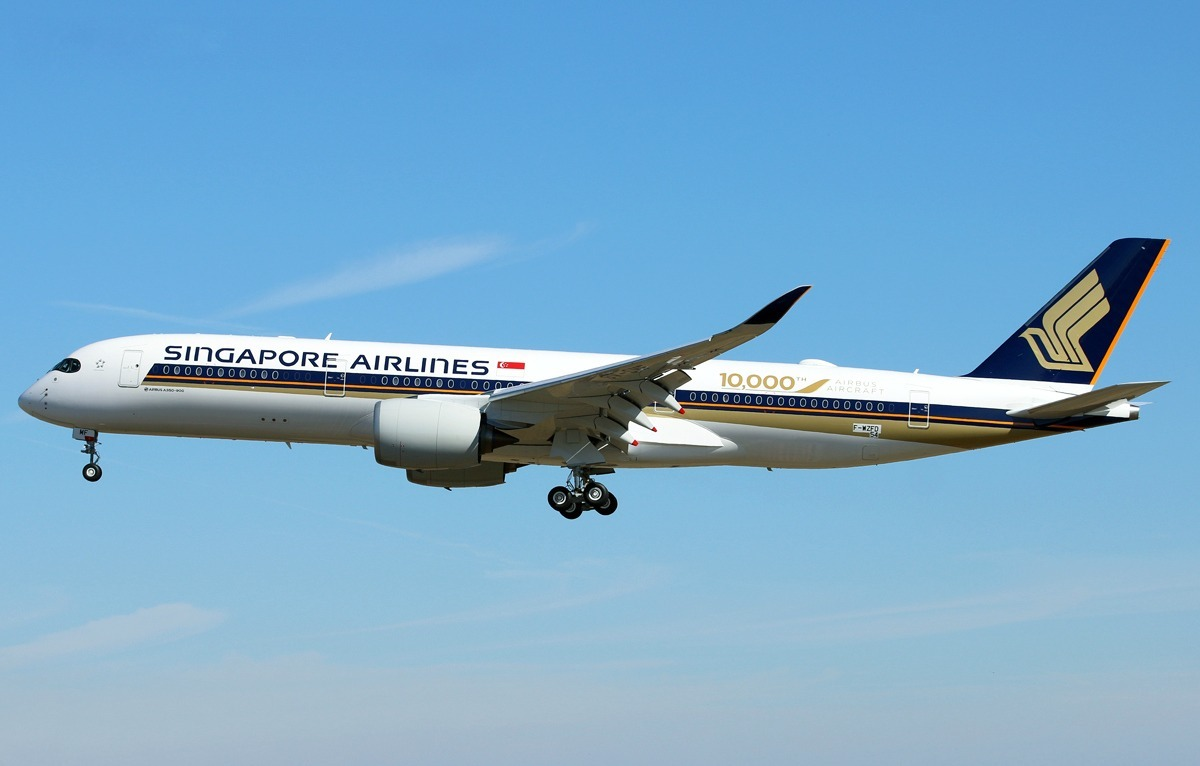
10 000. vyrobený letoun společnosti Airbus (Airbus A350-900 společnosti Singapore Airlines)

Společnost Airbus S.A.S., známější jen jako Airbus, se sídlem v Toulouse, Francie, je jeden ze dvou největších světových výrobců civilních dopravních letadel (spolu s firmou Boeing). Společnost byla založena v prosinci 1970 ve francouzsko-německo-britské spolupráci a je součástí holdingu Airbus. Airbus v roce 2016 zaměstnával přes 72 000 lidí po celém světě, hlavně ve Francii, Německu, Velké Británii a Španělsku. Konečná montáž se provádí v Toulouse (Francie), Hamburku (Německo) a Quebecu (Kanada). Hlavním (a v současnosti v podstatě jediným) konkurentem Airbusu je Boeing, se kterým Airbus vede intenzivní obchodní válku.
V roce 1972 vzlétl první model Airbus A300. Rozhodující úspěch přinesl model A320: když roku 1987 poprvé vzlétl, měla na něj společnost už 400 objednávek. Pro modernizovanou verzi A320neo, která poprvé vzlétla roku 2014, měla společnost v prosinci 2015 přes 5 000 objednávek. V roce 2001 byl Airbus zapsán do francouzského obchodního rejstříku jako zjednodušená akciová společnost neboli S.A.S. (Société par Actions Simplifiée). Airbus byl dříve znám jako Airbus Industrie a je běžně označován jen jako Airbus. Dalším významným krokem byl vzlet modelu A380 roku 2005. Výroba tohoto největšího civilního dopravního letadla na světě však narazila na organizační potíže, takže první stroj byl předán zákazníkovi až v říjnu 2007. To přivedlo společnost do finančních potíží, po reorganizaci se ale rychle vzchopila. Dne 14. října 2016 slavil Airbus výročí 10 000. vyrobeného letadla, kterým byl A350-900 pro Singapore Airlines.

## Historie

### Začátky
Airbus Industrie bylo původně konsorcium evropských leteckých firem, které chtěly konkurovat velkým americkým společnostem jako Boeing a McDonnell Douglas. V 60. letech si evropští výrobci letadel konkurovali nejen s americkými giganty, ale i mezi sebou. V polovině 60. let začala první váhavá jednání o spojení evropských kapacit při vývoji, výrobě a prodeji dopravních letounů.

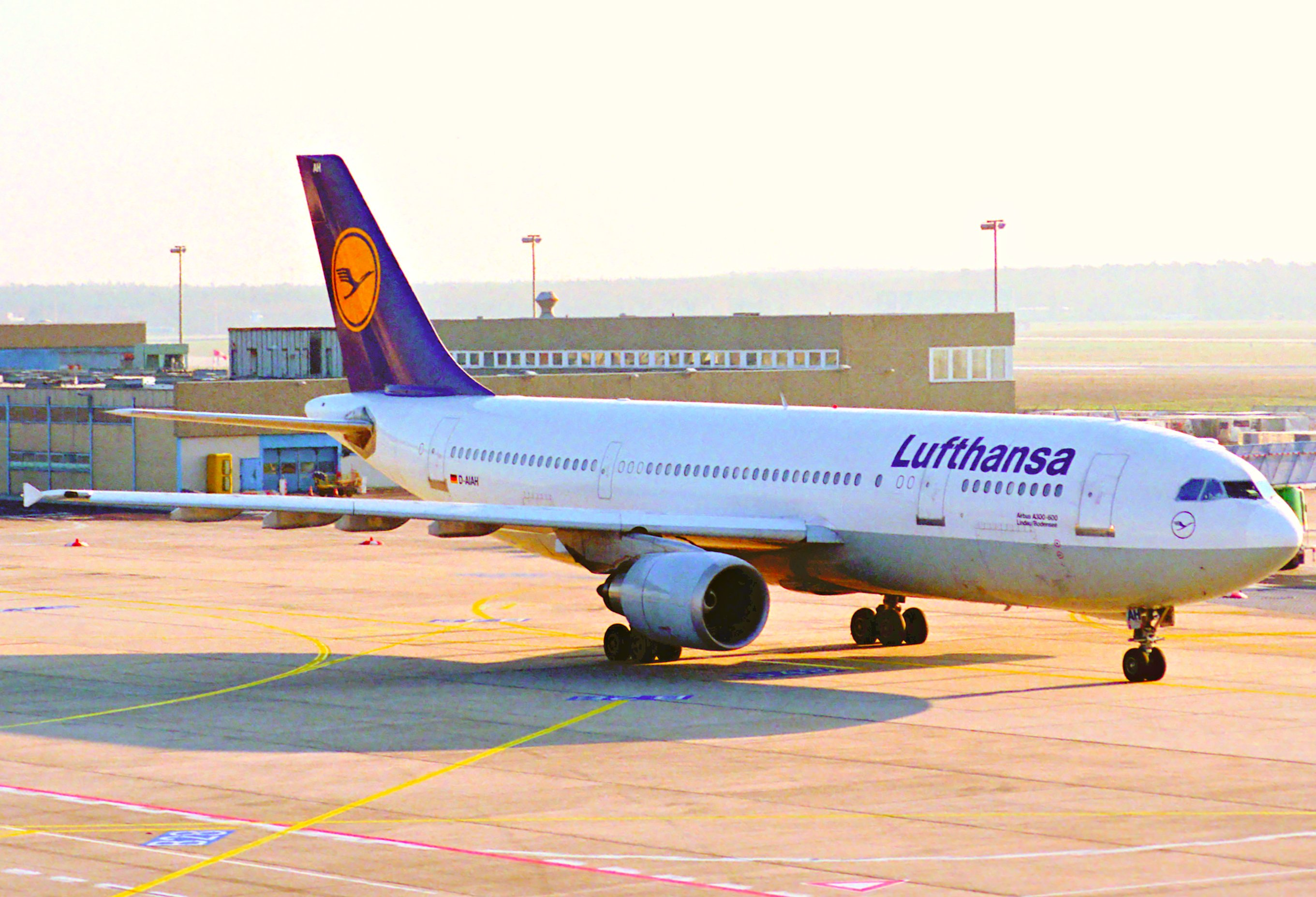
Airbus A300-603 letecké společnosti Lufthansa

V září 1967 britská, francouzská a německá vláda podepsaly Memorandum o porozumění a mohl začít vývoj 300místného Airbusu A300. Byl to druhý velký společný letecký projekt v Evropě, po Concordu, pro který nebylo založeno žádné trvalé konsorcium. První oznámení o projektu byla učiněna v červenci 1967, ale situaci zkomplikovala společnost British Aircraft Corporation (BAC), která chtěla sama vyvinout podobný letoun (BAC 3-11) založený na již existujícím BAC 1-11. Britská vláda se ale odmítla postavit za vývoj BAC 3-11 a místo něj podpořila Airbus. V měsících, které následovaly po uzavření dohody, jak francouzská, tak britská vláda vyjadřovaly své pochybnosti o budoucnosti celého projektu. Dalším problémem byla nutnost vývoje nového motoru společností Rolls-Royce, RB207. V prosinci 1968 partnerské společnosti z Francie a Británie, Sud Aviation a Hawker Siddeley, navrhly pozměnit konfiguraci letounu na 250místný Airbus A250. Letoun, vzápětí přejmenovaný na A300B, nevyžadoval nové motory, což významně snížilo náklady na vývoj.
V roce 1969 britská vláda šokovala své partnery odstoupením od projektu. Vzhledem k dosavadní plodné účasti firmy Hawker Siddeley se Francie a Německo zdráhaly převzít vývoj křídla letounu a britská společnost se mohla dále účastnit jako hlavní subdodavatel. V roce 1978 se Británie znovu připojila ke konsorciu, když British Aerospace (vzniklá spojením Hawker Siddeley a BAC) odkoupila 20% podíl v Airbusu.

### Založení
Konsorcium Airbus Industrie bylo formálně založeno v roce 1970 po podepsání dohody mezi Aérospatiale (Francie) a Deutsche Aerospace (Německo) (roku 1971 se připojila firma Construcciones Aeronáuticas SA ze Španělska). Každý z účastníků měl dodávat „svou“ část letounu plně vybavenou (připravenou ke konečné montáži bez jakýchkoliv dalších úprav). Název „Airbus“ byl zvolen podle výrazu, kterým se v leteckém průmyslu v 60. letech označovala civilní letadla dané velikosti a doletu a navíc byl pro Francii přijatelný z lingvistického hlediska.
V roce 1972 A300 provedl svůj první vzlet a v roce 1974 byl dodán první sériový model A300B2 (vstoupil do služby u Air France). Zpočátku byl úspěch Airbusu velmi malý, ale roku 1979 už oblohu křižovalo 81 letounů z produkce evropského konsorcia. Byl to však až vzlet modelu A320 v roce 1981, který zajistil Airbusu místo jednoho z hlavních hráčů na trhu civilních letadel. A320 měl více než 400 objednávek, ještě než poprvé vzlétl (u A300 to bylo 15 objednaných kusů v roce 1972).
V roce 1979 získala 20 % akcií konsorcia společnost British Aerospace.

### EADS

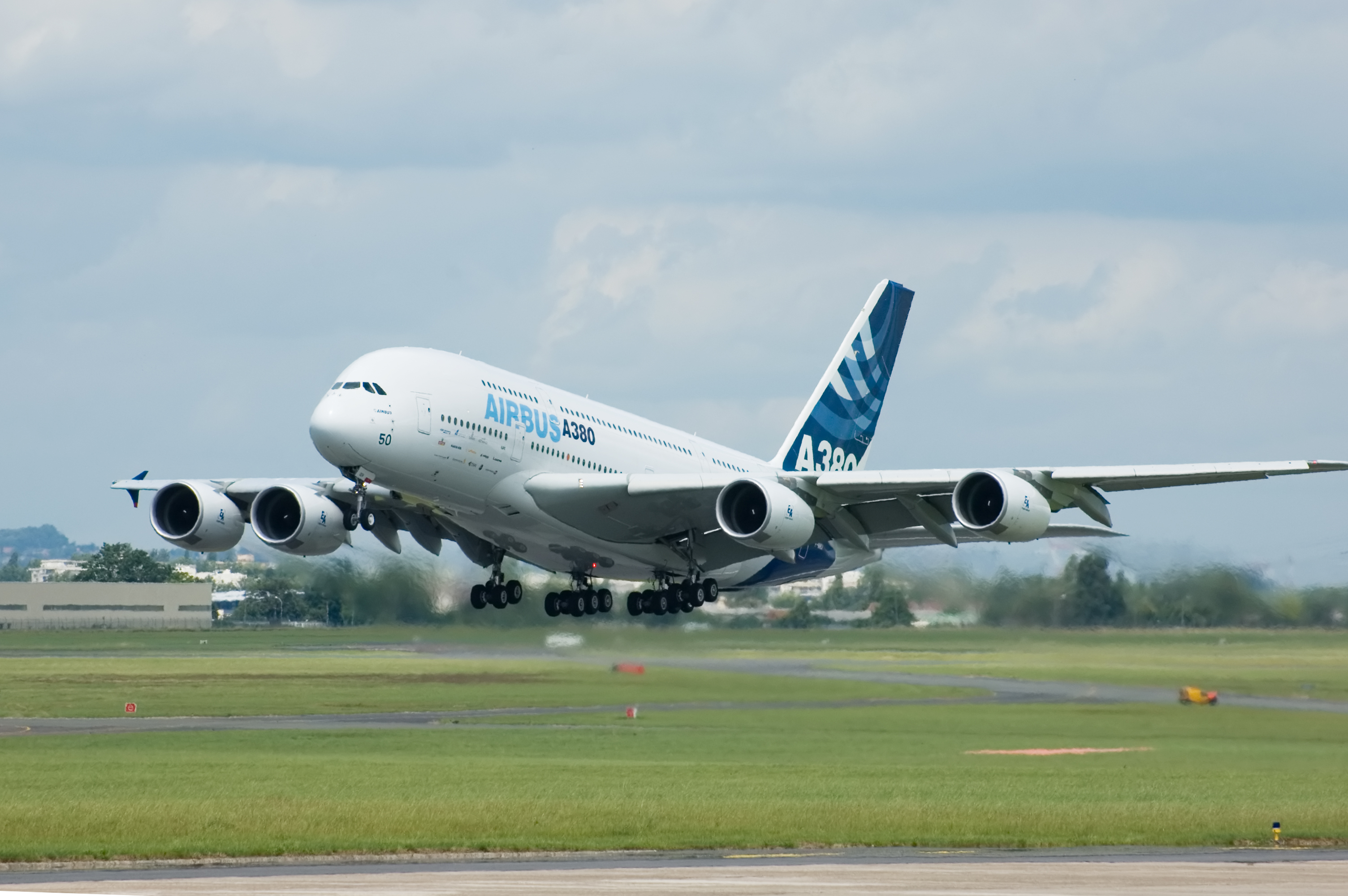
Airbus A380

Konsorcium Airbus Industrie bylo poměrně volnou aliancí nezávislých výrobců až do roku 2000, kdy se francouzské společnosti Aérospatiale-Matra, německé společnosti DaimlerChrysler Aerospace AG (DASA) a španělské Construcciones Aeronáuticas SA (CASA) zformovaly do skupiny EADS (volně přeloženo jako Evropská společnost pro leteckou obranu a vesmír). V lednu 2001 byla dokončena přeměna konsorcia do holdingové společnosti a továrny Airbusu převzala nová společnost Airbus S.A.S., kde 80 % akcií vlastnila společnost EADS a 20 % společnost BAE Systems (dříve British Aerospace).
V roce 2006 bylo dokončeno sjednocení vlastnické struktury společnosti Airbus S.A.S. odkoupením 20 % akcií společnosti BAE System společností EADS.

### Airbus
Holdingová společnost EADS byla v letech 2014 až 2015 přejmenovaná na Airbus Group. Díky dominanci společnosti Airbus S.A.S. v holdingu byla holdingová společnost v lednu 2017 přejmenována na Airbus. Všechny společnosti v holdingu si ovšem zachovaly svoji samostatnost jako tzv. divize holdingu. Změna názvu byla schválena akcionáři na valné hromadě v dubnu 2017.

## Civilní výroba

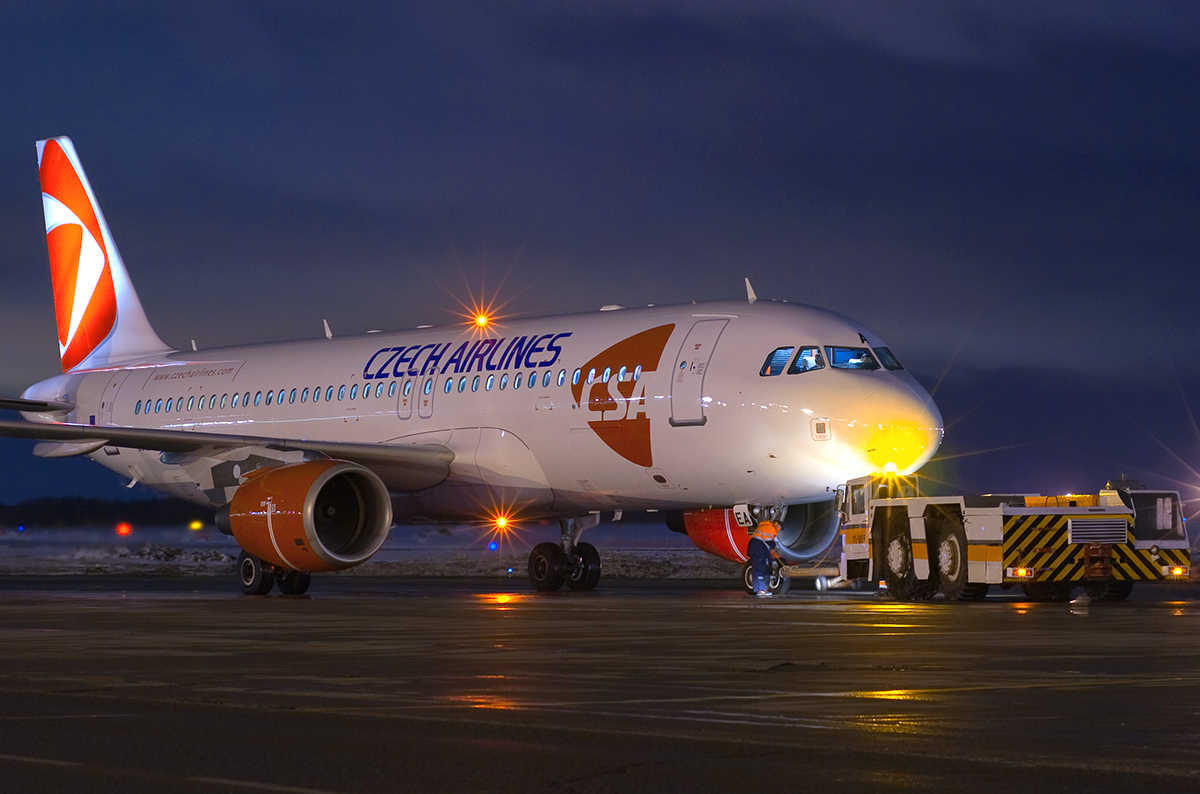
Airbus A320-214 české letecké společnosti České aerolinie

Prvním výrobkem Airbusu byl typ A300, první letoun na světě s dvěma uličkami a dvěma motory. Kratší varianta A300 je známá jako A310. Po úspěchu svých prvních typů představil Airbus typ A320 s inovativním systémem řízení fly-by-wire (tj. z kokpitu se přenášejí pouze elektrické signály k servomotorům). A320 byl velkým komerčním úspěchem. A318 a A319 jsou kratší verze A320, přičemž A319 je dodáván také v úpravě pro podnikovou sféru jako biz-jet (Airbus Corporate Jet). A321 je prodloužená verze A320 a je přímým konkurentem nejnovějších modelů Boeingu 737.
Mezi letadla s dlouhým doletem se řadí další dva typy Airbusu, dvoumotorový A330 a čtyřmotorový A340. Oba mají moderní design křídel s winglety. Airbus A340-500 má operační dolet 16 700 kilometrů (9 000 námořních mil), druhý nejdelší u civilních letadel po Boeingu 777-200LR (dolet 17 446 km neboli 9 420 námořních mil).
Tyto typy si tvrdě konkurují s podobnými výrobky Boeingu a mohou být zčásti odpovědné za zastavení výroby civilních letadel u Lockheedu v roce 1983 a převzetí firmy McDonnell Douglas dnes jediným americkým výrobcem civilních dopravních letadel s dlouhým doletem Boeingem v letech 1996–1997. Společnost Airbus je obzvláště hrdá na své technologie fly-by-wire a na použití společného kokpitu v různých typech letadel, což zjednodušuje výcvik jejich posádek.

### Airbus A380
27. dubna 2005 Airbus A380 úspěšně provedl svůj první let z francouzského Toulouse. Let trval skoro čtyři hodiny, letoun vzlétl z mezinárodního letiště Toulouse Blagnac v 08:29 UTC (10:29 místního času), letěl západně k Atlantskému oceánu, nad oceánem se obrátil, přeletěl Pyreneje a přistál na letišti Toulouse Blagnac v 12:23 UTC (14:23 místního času). Posádku tvořili francouzští testovací piloti Jacques Rosay (kapitán při vzletu a první části letu) a Claude Lelaie (kapitán při druhé části letu a přistání) a tři zkušební technici (Španěl, Francouz a Němec). Vzhledem k nedávnému francouzsko-německému sporu o vedení EADS, Airbus vydal prohlášení, že členové posádky byli vybráni na základě svých schopností a nikoliv podle svých národností. 15. října 2007 byl v Toulouse pro Singapore Airlines předán první A380. První komerční let pro veřejnost se uskutečnil 25. října 2007.
V roce 2017 odkoupil Airbus 50 % v programu CSeries kanadské společnosti Bombardier Aerospace. V červenci 2018 dokoupil zbytek a sérii malých letadel CS100 a CS300 přejmenoval na Airbus A220-100 a A220-300.
| Typ letadla | Popis                                         | Počet míst | Výroba                        | První let       | První dodání   |
| ----------- | --------------------------------------------- | ---------- | ----------------------------- | --------------- | -------------- |
| A220        | 2 motory, 1 ulička                            | 108-130    | 2004                          | září 2013       | červenec 2016  |
| A300*       | 2 motory, 2 uličky                            | 250-375    | květen 1969 – červenec 2007   | říjen 1972      | květen 1974    |
| A310*       | 2 motory, 2 uličky, modifikovaný A300         | 200-280    | červenec 1978 – červenec 2007 | duben 1982      | prosinec 1985  |
| A318*       | 2 motory, 1 ulička, A320 zkrácený o 6,17 m    | 107-132    | duben 1999                    | leden 2002      | říjen 2003     |
| A319        | 2 motory, 1 ulička, A320 zkrácený o 3,77 m    | 124-156    | červen 1993                   | leden 1995      | duben 1996     |
| A320        | 2 motory, 1 ulička                            | 150-180    | březen 1984                   | únor 1987       | březen 1988    |
| A320neo     | 2 motory, 1 ulička                            | 140-240    | prosinec 2010                 | 25. září 2014   | 25. ledna 2016 |
| A321        | 2 motory, 1 ulička, A320 prodloužený o 6,94 m | 185-236    | listopad 1989                 | březen 1993     | leden 1994     |
| A330        | 2 motory, 2 uličky                            | 253-440    | červen 1987                   | listopad 1992   | prosinec 1993  |
| A340*       | 4 motory, 2 uličky                            | 261-440    | červen 1987 – listopad 2011   | říjen 1991      | leden 1993     |
| A350        | 2 motory, 2 uličky                            | 270-550    | říjen 2005                    | 14. června 2013 | prosinec 2014  |
| A380*       | 4 motory, 2 paluby, 2 uličky                  | 555-840    | prosinec 2000 – 2021          | 27. duben, 2005 | říjen 2007     |

* výroba ukončena
| Typ      | Objednáno | Dodáno | Ve službě | K dodání |
| -------- | --------- | ------ | --------- | -------- |
| A300     | 561       | 561    | 239       | —        |
| A310     | 255       | 255    | 83        | —        |
| A320*    | 8 125     | 7 730  | 7 381     | 395      |
| A320neo* | 5 995     | 249    | 249       | 5 746    |
| A330*    | 1 486     | 1 390  | 1 358     | 96       |
| A330neo* | 220       | —      | —         | 220      |
| A340*    | 377       | 377    | 276       | —        |
| A350     | 854       | 142    | 142       | 712      |
| A380     | 317       | 222    | 222       | 95       |
| Celkem   | 18 190    | 10 926 | 9 950     | 7 264    |

* všechny modely

## Vojenská výroba

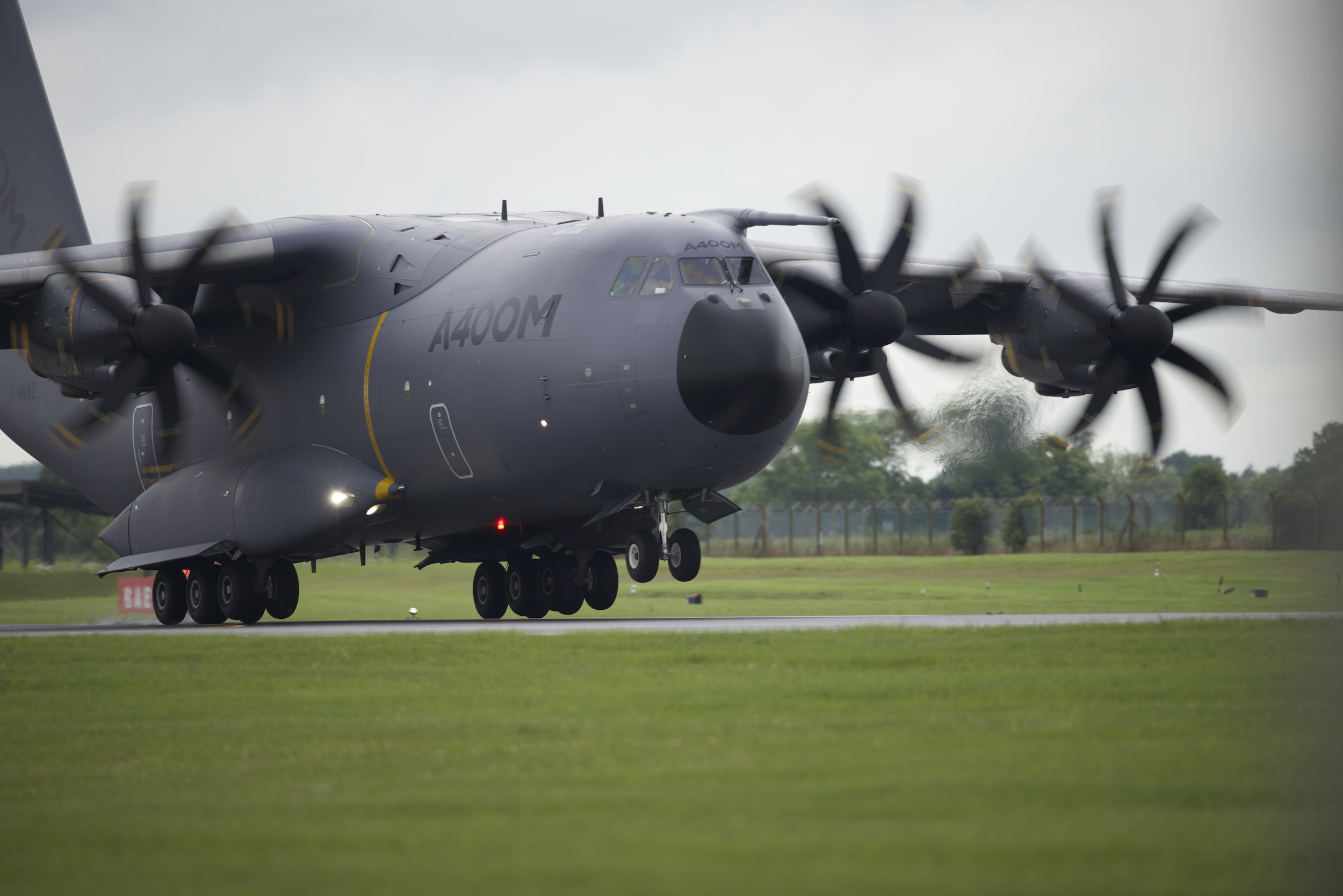
Vojenský letoun Airbus A400M

V lednu 1999 Airbus založil samostatnou společnost, Airbus Military S.A.S., která se zabývá vývojem a výrobou turbovrtulového vojenského transportního letadla Airbus A400M. A400M je vyvíjen několika členy NATO – Belgií, Francií, Německem, Lucemburskem, Španělskem, Tureckem a Velkou Británií – jako alternativa k C-130 Hercules. Vstup na trh s vojenskými letadly sníží, ale úplně neodstraní, zranitelnost Airbusu cyklickými poklesy na trhu civilních letadel.
- Airbus A400M
- A310 MRTT (Multi Role Tanker Transport)
- A330 MRTT

## Konkurenční boj s Boeingem

Souboj Airbus-Boeing: Objednávky letadel 2002–2005

V roce 2003, poprvé ve své 33leté historii, dodal Airbus zákazníkům více proudových dopravních letadel než Boeing. Boeing uvádí, že typu Boeing 777 se prodalo více než jeho protějšků A340 a A330-300. Naopak menšího A330-200, který konkuruje typu Boeing 767, se prodalo více než Boeingova protějšku, ale lze očekávat, že po uvedení Boeingu 787 na trh, se pozice americké společnosti zlepší a může trumfnout prodeje A330. U A380 lze očekávat, že dále sníží odbyt Boeingu 747 a získá Airbusu podíl na trhu velmi velkých letadel. Boeing vyvíjí prodlouženou verzi svého Jumba, 747-8, která bude konkurovat A380.
V roce 2006 bylo na celém světě v provozu 8 593 letadel Boeing proti 4 092 letadlům Airbus, což odpovídá poměru asi 2,1:1. Údaj za firmu Boeing však zahrnoval období 1974–2006, kdežto Airbus začal dodávat letadla až od roku 1974. V posledních letech, jak se konkurence obou firem přiostřuje, získává Airbus častěji víc objednávek na nová letadla než Boeing. V důsledku toho se i poměr všech provozovaných dopravních letadel pozvolna vyrovnává a v roce 2015 činil 9 965:7 813 ve prospěch Boeingu, čili poměr 1,28:1.
V roce 2015 dodal Airbus svým zákazníkům 635 letadel, kdežto Boeing 752. Ve stejném období získal Airbus 1036 nových objednávek, kdežto Boeing 869, takže na konci roku 2015 měl Airbus 6 787 nevyřízených objednávek, kdežto Boeing 5 813.

### Vládní podpora
Boeing si již mnoho let stěžuje, že Airbus dostává od evropských vlád finanční a jinou pomoc (tzv. launch aid) při vývoji svých letadel. Zatímco Airbus kontruje tvrzením, že Boeing dostává zakázanou pomoc přes vojenské a výzkumné kontrakty a daňové úlevy.

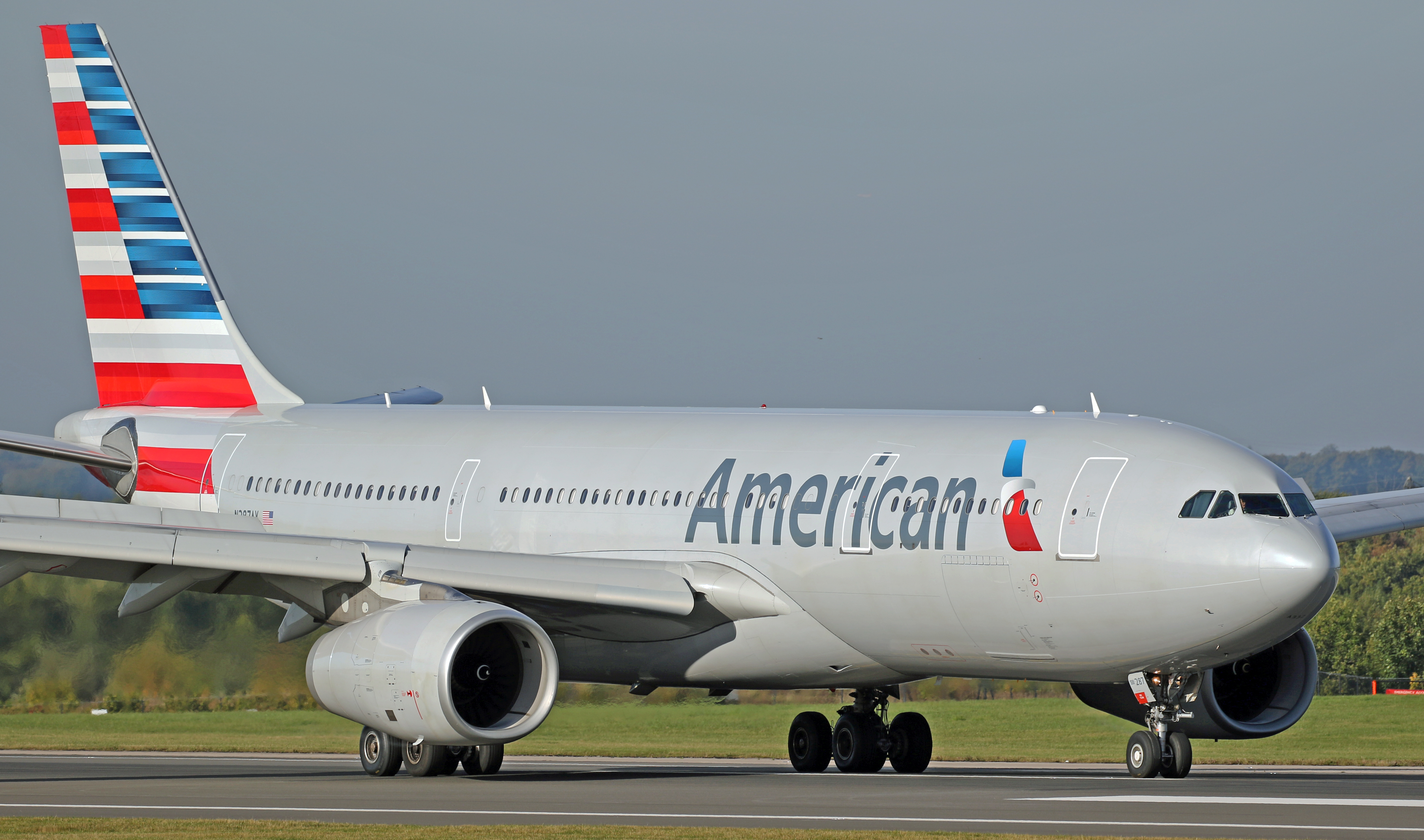
Rolující Airbus A330-300 americké letecké společnost American Airlines

V červenci 2004 Harry Stonecipher (generální ředitel Boeingu) obvinil Airbus z porušování nezávazné dohody o vládní pomoci z roku 1992. Airbus dostává finanční půjčky od evropských vlád na vývoj nových letadel, které musí později vrátit i s jistým úrokem, ale pouze tehdy když je daný typ letadla komerčně úspěšný. Airbus tvrdí, že takový systém je v souladu s dohodou z roku 1992 a pravidly Světové obchodní organizace (WTO). Dohoda dovoluje, aby až 33% nákladů na program bylo hrazeno vládními půjčkami, které musí být plně splaceny během 17 let včetně všech úroků a poplatků. Minimální úroková míra těchto půjček je rovna nákladům vlád na půjčky plus 0,25%, což je pod úrokovou mírou, kterou by Airbus musel zaplatit na volném trhu bez podpory vlád. Airbus udává, že od podpisu evropsko-americké dohody v roce 1992 splatil evropským vládám více než 6,7 miliardy dolarů a že to je o 40% více než kolik dostal.
Na druhou stranu Airbus argumentuje, že tučné vojenské kontrakty, které dostává Boeing (druhý největší americký dodavatel zbraní), jsou také formou vládní pomoci (viz např. skandál kolem vzdušných tankerů Boeing KC-767). Ovšem i Airbus dostává vojenské zakázky od různých vlád na celém světě. Bylo by chybou se domnívat, že jedna strana dostává státní podporu a druhá nikoliv. Podpora americké vlády vývoji technologií v NASA je také významnou podporou pro Boeing, stejně jako rozsáhlé daňové úlevy, které někteří lidé považují za porušení dohody z roku 1992 a pravidel WTO. V případě svých nejnovějších výrobků, jako například 787, Boeing dostal nabídky podpory od vlád jednotlivých států USA. Na druhou stranu z výsledků podpory americké vlády vývoji technologií může těžit kdokoliv, i Airbus.
V lednu 2005 zástupci Evropské unie a Spojených států, Peter Mandelson a Robert Zoellick (později vystřídaný Robem Portmanem), souhlasili se zahájením rozhovorů, které by vyřešily rostoucí napětí. Rozhovory byly neúspěšné a spor se ještě více vyostřil.

### Spor u Světové obchodní organizace
31. května 2005 Spojené státy podaly žalobu u Světové obchodní organizace (WTO) proti Evropské unii kvůli poskytování nezákonných dotací Airbusu. O 24 hodin později EU podala žalobu na USA za skrytou podporu Boeingu.
Portman (za USA) a Mandelson (za EU) následně vydali společné prohlášení: „Zůstáváme jednotní v našem odhodlání nepřipustit, aby tento spor ovlivnil naši spolupráci v širších bilaterálních a multilaterálních obchodních otázkách. Doposud jsme spolupracovali na vysoké úrovni a míníme v tom i nadále pokračovat.“
Napětí způsobené podporou Airbusu A380 se dostalo na pokraj obchodní války s ohlášením podpory pro budoucí A350. Airbus by rád pokryl třetinu nákladů na vývoj A350 z vládních úvěrů, ale v případě nutnosti je připraven se obejít i bez těchto půjček. A350 bude přímým konkurentem nejúspěšnějšího projektu Boeingu v posledních letech – 787 Dreamliner.
Vysocí úředníci EU pro obchod vyjadřují pochybnosti o financování vývoje Boeingu 787 japonskou vládou a japonskými společnostmi stejně tak jako některými státy USA.

### Tvrdá konkurence v Japonsku

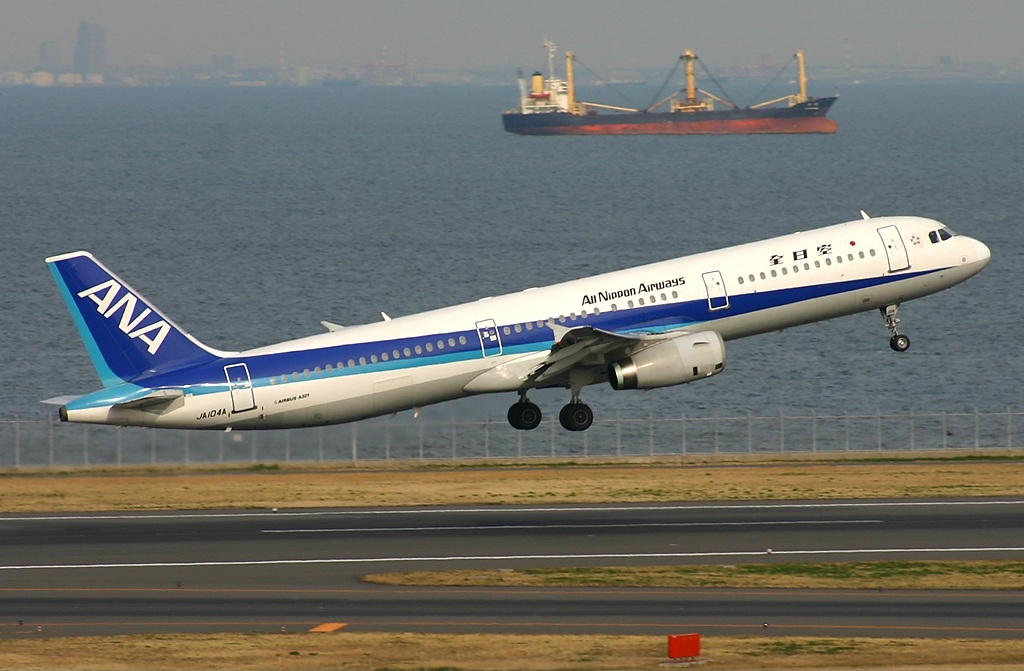
Vzlétající Airbus A321 společnosti All Nippon Airways

Dvě velké japonské letecké společnosti, Japan Airlines a All Nippon Airways, jsou tradičně velmi loajální zákazníci Boeingu, stroje tohoto amerického výrobce tvoří asi 90% flotily obou dopravců. Obě aerolinky provozují i několik strojů Airbus (JAL získal několik A300 po převzetí Japan Air System a All Nippon Airways si objednaly několik A320/A321).
ANA plánovala, že po uvedení 737 NG a 787 na trh, bude mít ve své flotile pouze letouny Boeing. V roce 2005 byla úspěchem pro Airbus závazná objednávka od Sagawa Express na jeden A300-600F a jednu opci na stejný typ. Rovněž nové japonské aerolinky Star Flyer budou používat A320-200 na linkách z nového letiště v Kitakjúšú. V říjnu 2005 si ANA objednaly pět A320, ale jen jako dočasné řešení než budou k dispozici Boeingy 737NG (New Generation). ANA nezměnily svůj úmysl prodat v budoucnu všechny své Airbusy.
Od té doby se však situace také mění. V letech 2014 a 2015 objednala společnost ANA 32 letadel Airbus A320 a tři letadla A 380, Japan Airlines objednaly 31 kusů letadla A350.
Hlavním faktorem ovlivňujícím loajalitu japonských dopravců k Boeingu je partnerství Boeingu a několika japonských konsorcií při výrobě částí letadel (např. křídel typu 787). Mimoto byly japonské letecké společnosti konzultovány při návrhu typu 777. I když jsou výrobci a aerolinky odlišné společnosti, japonská vláda velmi podporuje spolupráci leteckého průmyslu s Boeingem.

## Výrobní závody
Pět konečných montážních linek Airbusu jsou v roce 2017 na následujících místech:
- Toulouse (Francie) (dvě linky)
- Hamburk (Německo) (jedna linka)
- Sevilla (Španělsko) (pro Airbus A400M)
- Tchien-ťin (ČLR)
- Mobile (Alabama)

Airbus má i množství dalších výrobních závodů na různých místech v Evropě, což odráží fakt, že byl původně založen jako konsorcium firem z různých evropských zemí. Originálním řešením problému přesouvání částí konstrukce letadel mezi výrobními a montážními závody je používání „Belugy“ – speciálně zvětšeného letounu A300, schopného převážet rozměrné části trupů letadel Airbus. Tímto řešením se inspiroval také Boeing, který svůj Boeing 747 přizpůsobil, aby pojmul trup Boeingu 787 a nazval ho „Dreamlifter". Výjimkou je pouze A380, jehož trup a křídla jsou příliš rozměrné, než aby jejich části mohly být přepravovány Belugou. Velké části A380 jsou dopravovány lodí do Bordeaux a poté převezeny do Toulouse po speciálně rozšířené silnici.
Severní Amerika je pro Airbus nejen důležitým trhem, ale i sídlem mnoha jeho dodavatelů, ve zdejší Mobile je výrobní linka. Zákazníci ze Severní Ameriky odebrali 2 000 z celkového počtu 5 300 letadel prodaných Airbusem po celém světě všech výrobních řad od 107místného A318 až po 555místný A380.[kdy?] Američtí dodavatelé díky zakázkám Airbusu v roce 2003 zaměstnávaly asi 120 000 lidí a vzájemný obchod měl hodnotu 5,5 miliardy dolarů. Například A380 je z 51% americký podle podílu hodnoty práce.
V Česku má Airbus k roku 2017 přibližně 150 dodavatelů, jejichž komponenty tvoří součást většiny jeho letadel. Hlavními partnery Airbusu v Česku jsou plzeňská firma Zodiac-Driessen Aerospace CZ vyrábějící kuchyňské moduly do letadel a odpočinkové místnosti pro posádky, Latecoere CZ produkující dveře, brněnský Frentech Aerospace zaměřený na mikroelektroniku a Aero Vodochody s kompozitovými díly.

### Zaměstnanci podle země
(Údaje k 31. prosinci 2003)
| Země           | Přímí zaměstnanci Airbusu | Zaměstnanci dodavatelů |
| Francie        | 19 358                    | -                      |
| Německo        | 18 423                    | -                      |
| Velká Británie | 8 688                     | -                      |
| Španělsko      | 2 726                     | -                      |
| USA            | 405+                      | 120 000                |
| Čína           | 100+                      | -                      |
| Celkem         | 49 700+                   |                        |

### Zaměstnanci podle poboček
(Údaje z 31. prosince 2003)
| Pobočka Airbusu¹                                     | Země | Zaměstnanci |
| Toulouse (Saint-Martin-du-Touch, Colomiers, Blagnac) | (F)  | 14 133      |
| Hamburk (Finkenwerder, Stade, Buxtehude)             | (N)  | 11 185      |
| Bristol (Filton)                                     | (VB) | 4 379       |
| Chester (Broughton)                                  | (VB) | 4 309       |
| Brémy                                                | (N)  | 3 051       |
| Madrid (Getafe, Illescas)                            | (Š)  | 2 243       |
| Saint-Nazaire                                        | (F)  | 2 227       |
| Nordenham                                            | (N)  | 2 106       |
| Nantes                                               | (F)  | 1 869       |
| Varel                                                | (N)  | 1 172       |
| Albert (Méaulte)                                     | (F)  | 1 129       |
| Laupheim                                             | (N)  | 909         |
| Cadiz (Puerto Real)                                  | (Š)  | 483         |
| Washington, D.C. (Herndon, Ashburn)                  | (US) | 165+        |
| Wichita                                              | (US) | 140         |
| Peking                                               | (Č)  | 100+        |
| Miami (Miami Springs)                                | (US) | 100         |
| Celkem                                               |      | 49 700+     |

¹ V závorkách jsou přesné názvy míst poboček v daném městě.

## Dodávky letadel
| Rok                 | 2019 | 2018   | 2017   | 2016   | 2015  | 2014  | 2013  | 2012  | 2011  | 2010  |
| ------------------- | ---- | ------ | ------ | ------ | ----- | ----- | ----- | ----- | ----- | ----- |
| Celkem za rok       |      | 800    | 718    | 688    | 635   | 629   | 626   | 588   | 534   | 510   |
| Měsíční průměr      |      | 66,7   | 59,8   | 57,3   | 52,9  | 52,4  | 52,2  | 49    | 44,5  | 42,5  |
| Kumulativní dodávky |      | 11 726 | 10 926 | 10 280 | 9 520 | 8 885 | 8 256 | 7 668 | 7 134 | 6 624 |

| Rok                 | 2009  | 2008  | 2007 | 2006 | 2005 | 2004 | 2003 | 2002  | 2001  | 2000  | 1999 | 1998  | 1997  | 1996 | 1995 | 1994  | 1993 | 1992  |
| ------------------- | ----- | ----- | ---- | ---- | ---- | ---- | ---- | ----- | ----- | ----- | ---- | ----- | ----- | ---- | ---- | ----- | ---- | ----- |
| Celkem za rok       | 498   | 483   | 453  | 434  | 378  | 320  | 305  | 303   | 235   | 311   | 294  | 229   | 182   | 126  | 124  | 123   | 138  | 157   |
| Měsíční průměr      | 41,5  | 40,25 | 37,8 | 36,2 | 30,4 | 26,6 | 25,5 | 25,25 | 19,58 | 25,92 | 24,5 | 19,08 | 15,16 | 10,5 | 10,3 | 10,25 | 11,5 | 13,08 |
| Kumulativní dodávky | 5 998 | 5500  | 5017 | 4564 | 4130 | 3752 | 3432 | 3127  | 2824  | 2499  | 2188 | 1894  | 1665  | 1483 | 1357 | 1233  | 1110 | 972   |

| Rok                 | 1991  | 1990 | 1989 | 1988 | 1987 | 1986 | 1985 | 1984 | 1983 | 1982 | 1981 | 1980 | 1979 | 1978 | 1977 | 1976 | 1975 | 1974 |
| ------------------- | ----- | ---- | ---- | ---- | ---- | ---- | ---- | ---- | ---- | ---- | ---- | ---- | ---- | ---- | ---- | ---- | ---- | ---- |
| Celkem za rok       | 163   | 95   | 105  | 61   | 32   | 29   | 42   | 48   | 36   | 46   | 38   | 39   | 26   | 15   | 15   | 13   | 8    | 4    |
| Měsíční průměr      | 13,58 | 7,92 | 8,75 | 5,08 | 2,6  | 2,42 | 3,5  | 4    | 3    | 3,83 | 3,17 | 3,25 | 2,17 | 1,25 | 1,25 | 1,08 | 0,6  | 0,3  |
| Kumulativní dodávky | 815   | 720  | 625  | 520  | 459  | 427  | 356  | 308  | 260  | 224  | 178  | 140  | 101  | 75   | 60   | 45   | 32   | 24   |